# پری دریایی کوچولو (فیلم ۱۹۶۸)
پری دریایی کوچولو (روسی: Русалочка) یک فیلم است که در سال ۱۹۶۸ منتشر شد.